# مستقبلات الأندروجين

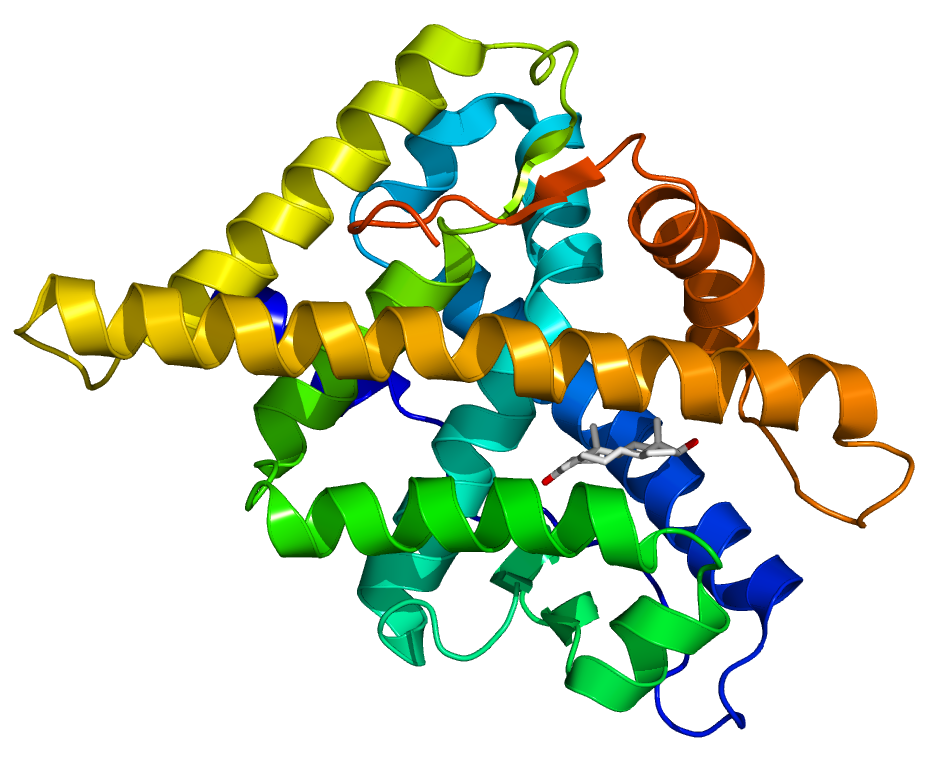

مستقبلات الأندروجين (بالإنجليزية: Androgen receptor)‏ مستقبل الأندروجين (AR)، المعروف أيضًا باسم NR3C4 (فصيلة المستقبل النووي 3، المجموعة C، العضو 4)، هو نوع من المستقبلات النووية التي يتم تنشيطها عن طريق ربط أي من الهرمونات الأندروجينية، بما في ذلك التستوستيرون، ثنائي هيدروتستوستيرون في السيتوبلازم ثم تنتقل إلى النواة. ترتبط مستقبلات الأندروجين ارتباطًا وثيقًا بمستقبلات البروجسترون، ويمكن للبروجستين في الجرعات العالية أن يمنع مستقبلات الأندروجين.

## الوظيفة
في بعض أنواع الخلايا، يتفاعل التستوستيرون مباشرةً مع مستقبلات الأندروجين، بينما في حالات أخرى، يتم تحويل التستوستيرون بواسطة مختزلة الألفا-5 إلى ثنائي هيدروتستوستيرون، وهو ناهض أقوى لتنشيط مستقبلات الأندروجين.